# Đoàn Dự
Đoàn Dự (chữ Hán: 段譽, 1083 - 1176), còn có tên Đoàn Chính Nghiêm (段正嚴), Đoàn Hòa Dự (段和譽), là một vị vua thứ 16 của Vương quốc Đại Lý, ở ngôi từ năm 1108 đến 1147. Ông cũng xuất hiện trong tiểu thuyết kiếm hiệp Thiên long bát bộ của nhà văn Kim Dung.

## Trong lịch sử
Đoàn Dự là người dân tộc Bạch, không có dữ liệu chắc chắn về năm sinh năm mất. Theo truyền thống dòng họ, phụ vương ông là Đoàn Chính Thuần thoái vị nhường ngôi cho ông và xuất gia làm sư năm 1108. Đoàn Dự kế vị và trở thành vị quân chủ thứ hai của Đại Lý kể từ sau sự kiện Cao Thái Minh trả ngôi cho họ Đoàn.
Bấy giờ, thế lực họ Cao vẫn còn rất mạnh, thường xuyên gây rối loạn. Sau khi lên ngôi, Đoàn Dự mới dần dần cải thiện cục diện chuyên quyền của các bè đảng của họ Cao chuyên quyền.
Năm 1110, nổ ra cuộc bạo loạn của 37 bộ tộc thiểu số ở Điền Đông (nay thuộc Côn Minh). Tướng quốc Cao Thái Minh thống lĩnh quân binh dập tắt được cuộc bạo loạn, giao lại cho con trai thứ 4 là Cao Minh Thanh kế thừa tướng vị Thiện Xiển hầu trấn thủ. Cao Thái Minh sinh được 8 người con trai, trong đó có Cao Trí Xương vì phạm tội nên bị lưu đày mà chết. Bộ hạ của Cao Trí Xương dự định mưu sát Đoàn Dự lúc tế lễ để báo thù. Tuy nhiên, âm mưu bại lộ, Đoàn Dự vì nể gia tộc họ Cao từng trả ngôi lại cho họ Đoàn, nên xá miễn tội cho.
Năm 1117, Đoàn Dự được Tống Huy Tông phong tước Kim tử Quang lộc Đại phu, Kiểm hiệu Tư không, Vân Nam Tiết độ sứ, Thượng trụ quốc, được kế thừa ngôi vị Đại Lý Quốc vương của thân phụ.
Năm 1119, 37 bộ tộc thiểu số ở Điền Đông lại nổi dậy. Cuộc bạo loạn tuy được dập tắt nhanh chóng, nhưng Thiện Xiển hầu Cao Minh Thanh cũng bị tử trận. Triều đình Đại Lý bèn tôn lập cháu của Cao Thăng Thái là Cao Lương Thành, một người có tiếng là hiền đức, làm Tể tướng, hiệu Trung Quốc công.
Năm 1147, một lần nữa 37 bộ tộc Điền Đông lại nổi dậy. Cũng trong năm này, Đoàn Dự thoái vị và xuất gia làm sư. Ông là vị quân chủ Đại Lý tại vị lâu nhất trong 39 năm. Con trai ông là Đoàn Chính Hưng kế vị ngôi vua Đại Lý. Sau khi ông mất, được truy phong miếu hiệu là Hiến Tông, thụy hiệu Tuyên Nhân Đế.
Các niên hiệu của Đoàn Chính Nghiêm:
- Nhật Tân (1108-1109)
- Văn Trì (1110-1121)
- Gia Vĩnh (1122-1128)
- Bảo Thiên (1129-1136)
- Quảng Ứng (1137-1147)

## Tiểu thuyết hóa
Đoàn Dự là một trong ba nhân vật nam chính trong truyện Thiên long bát bộ của Kim Dung, là con của nguyên thái tử Đại Lý Đoàn Diên Khánh và trấn nam vương phi Đao Bạch Phượng và là vương tử nước Đại Lý, dáng vẻ thư sinh, tính hay si, sùng đạo Phật, ghét bạo lực, thẳng thắn, đa cảm nhiều khi hơi gàn. Không chịu học võ nhưng nhờ cơ duyên may mắn nên học được Bắc Minh Thần Công có thể hút công lực của người khác, Lục Mạch Thần Kiếm nhưng không biết sử dụng nên lúc dùng được lúc lại không, Lăng Ba Vi Bộ - một môn khinh công giúp di chuyển nhanh chóng và linh hoạt. Trên đường đi du ngoạn giang hồ chàng đã kết nghĩa huynh đệ lần lượt với Tiêu Phong và Hư Trúc.
Đoàn Dự là chàng trai có khuôn mặt tựa ngọc, trong sáng nhu hòa, thần tuấn phi phàm, nhìn sơ đã biết chẳng phải người tầm thường. Tiêu Phong vốn tính phóng khoáng, không để tâm đến dung mạo người khác cũng phải thừa nhận Đoàn Dự đẹp trai ngay lần đầu gặp mặt.
Đoàn Dự có ba người vợ gồm: Vương Ngữ Yên, Chung Linh và Mộc Uyển Thanh. Cháu nội Đoàn Dự là Đoàn Trí Hưng cũng được Kim Dung tiểu thuyết hoá, trở thành một nhân vật trong Xạ điêu tam bộ khúc, xếp vào Thiên hạ ngũ tuyệt với ngoại hiệu là Nam đế. Theo nguyên tác ban đầu thì anh lập Vương Ngữ Yên lên làm hoàng hậu nhưng trong lần sửa đổi mới nhất của Kim Dung vào năm 2012, cuối tác phẩm có nói tới việc chàng đã tiết lộ cho một số ít người thân cận như Mộc Uyển Thanh, Ba Thiên Thạch, Chung Linh, Chu Đan Thần cha thật sự của anh là ai, đồng thời Đoàn Dự nhận ra Mộc Uyển Thanh là người con gái mình yêu nhất nên đã quyết định kết hôn với nàng và lập làm hoàng hậu, lập Chung Linh làm phi tần, sống một cuộc đời ung dung tự tại. Còn với Vương Ngữ Yên, chàng nhận ra mình đã mang tình yêu với bức tượng ngọc bích (Thần tiên tỉ tỉ) gán cho cô nên đã để cô ra đi.

## Trong phim ảnh
- Thang Trấn Nghiệp (1982)
- Eddie Kwan Lai Kit (1990)
- Trần Hạo Dân (1997)
- Lâm Chí Dĩnh (2003)
- Kim Ki Bum (2013)
- Bạch Chú (2019)